# Nikolay Urvantsev
Nikolay Nikolayevich Urvantsev (em russo: Никола́й Николáевич Урвáнцев; 29 de janeiro de 1893 - 20 de fevereiro de 1985) foi um geólogo e explorador soviético. Ele nasceu na cidade de Lukoyanov, no Lukoyanovsky Uyezd, na província de Nizhny Novgorod, no Império Russo, na família de um comerciante. Ele se formou no Instituto de Engenharia de Tomsk em 1918.
Urvantsev estava entre os descobridores da bacia carbonífera de Norilsk e da região de minério de cobre-níquel de Norilsk em 1919-1922 e estava entre os fundadores da cidade de Norilsk.

## Carreira
Em 1922, enquanto liderava uma expedição geológica, Urvantsev encontrou evidências dos membros da tripulação da expedição ao Ártico de Amundsen em 1918, Peter Tessem e Paul Knutsen. Urvantsev recuperou a correspondência e os dados científicos que os dois noruegueses malfadados carregavam. Os documentos valiosos estavam abandonados na costa do Mar de Kara, perto da foz do rio Zeledeyeva.
Em 1930-1932, Urvantsev, junto com Georgy Ushakov, explorou o arquipélago de Severnaya Zemlya, onde descobriram várias ilhas. Ele publicou um livro sobre a expedição, At the Severnaya Zemlya. Ele também explorou outras áreas remotas da Rússia, Taimyr e Planalto Central da Sibéria.
Em 1933-34, o recém-formado Glavsevmorput' (Administração Chefe da Rota do Mar do Norte) enviou o navio a vapor Pravda para Nordvik na primeira expedição histórica de exploração de petróleo ao norte da Sibéria. Este empreendimento foi liderado por Nikolay Urvantsev, que viajou no Pravda junto com sua esposa, Dra. Yelizaveta Ivanovna. Ela era a oficial encarregada dos cuidados médicos da expedição.
Durante a era do stalinismo, Urvantsev foi várias vezes acusado injustamente de destruição. Ele foi condenado e teve que servir em Karlag (sistema de campos de trabalho de Karaganda) e Norillag (sistema de campos de trabalho de Norilsk).
Urvantsev foi totalmente exonerado em 1954. Até sua morte, ele trabalhou como presidente do Departamento de Geologia do Ártico no Instituto de Pesquisa Científica de Geologia do Ártico (НИИГА, agora Instituto de Pesquisa Científica de Toda a Rússia de Geologia Oceânica Mundial e Recursos Minerais, VNIIOkeanologiya, ВНИИОкеанология).

## Prêmios e homenagens
Ele recebeu duas Ordens de Lenin e várias medalhas e o título honorário de Trabalhador Honrado da Ciência. A Sociedade Geográfica da URSS o elegeu Membro Honorário e concedeu-lhe a Grande Medalha de Ouro.
O mineral Urvantsevite honra seu nome.

## Publicações
É autor e editor de mais de 70 artigos científicos e monografias, incluindo:
- Урванцев Н. Н. Норильский каменноугольный район. — 1921.
- Урванцев Н. Н. Таймырская геологическая экспедиция 1929. — 1931.
- Урванцев Н. Н. Северная Земля: Краткий очерк исследования / Отв. ред. Р. Л. Самойлович. — Л.: Всесоюзный Арктический институт, 1933. — 56 с. — 1000 экз.
- Урванцев Н. Н. Два года на Северной Земле. — Л., 1935. — 364 с.
- Урванцев Н. Н. Арктические походы Джона Франклина. — Л.: Изд-во Главсевморпути, 1937. — 528 с.
- Урванцев Н. Н. Енисейское рудное поле. — 1959.
- Урванцев Н. Н. На Северной Земле. — 1969.
- Урванцев Н. Н. Таймыр — край мой северный. — М.: Мысль, 1978. — 239 с.
- Урванцев Н. Н. Открытие Норильска. — М.: Наука, 1981. — 176 с. — (Страницы истории нашей Родины).
- Урванцев Н. Н. Горное дело и геология - мое призвание: фрагменты из воспоминаний, 1979 г. // Томский политехник. — 2006. — Вып. 12. — С. 14.
- Урванцев Н. Н. Экспедиция на Север: фрагмент из книги "У истоков Норильска" // Томский политехник. — 2001. — Вып. 7. — С. 26-29.